# Manuel Azueta

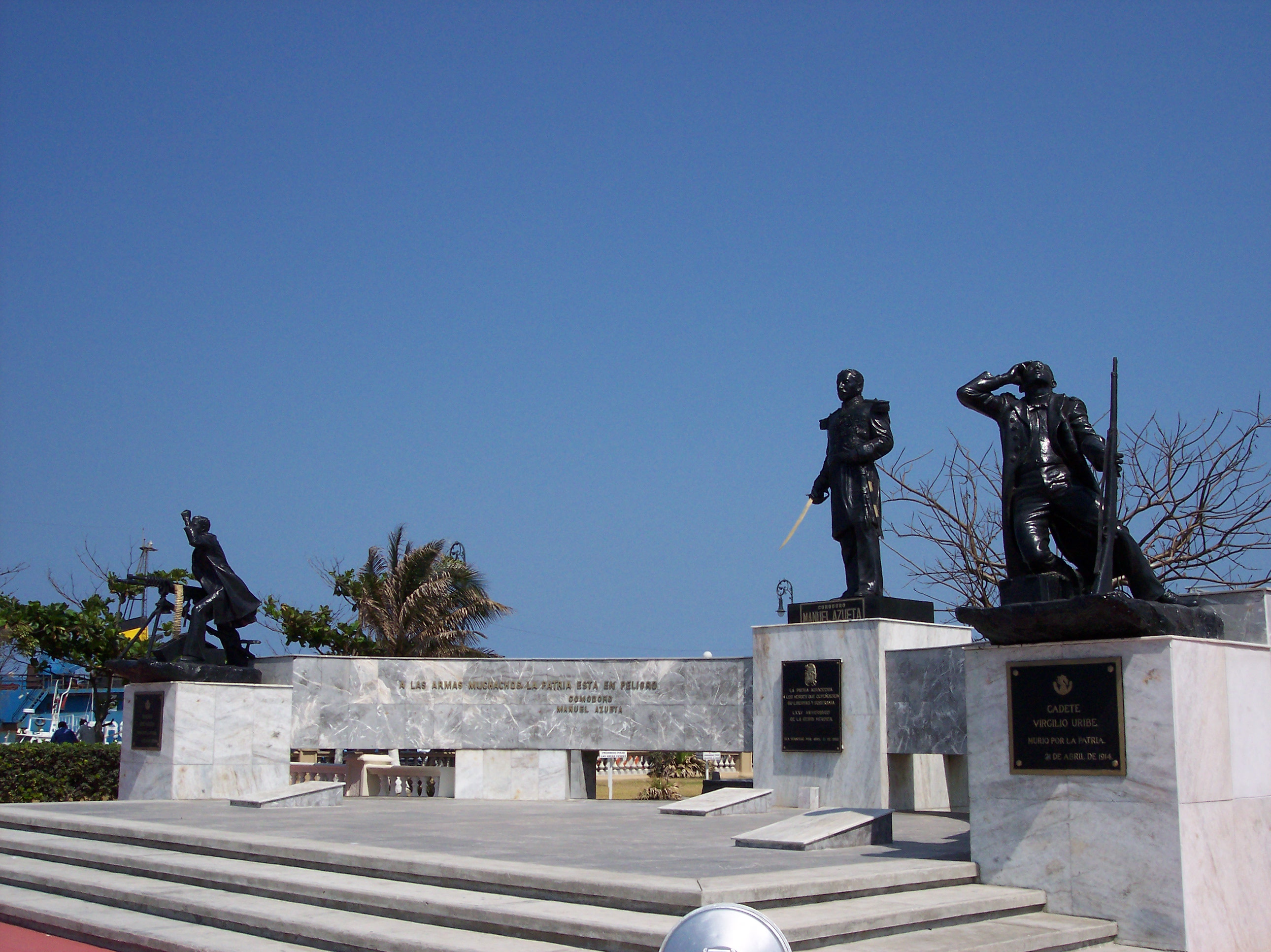
Manuel Azueta

Manuel Azueta Perillos (Pueblo Viejo, Veracruz, México; 24 de diciembre de 1862-Veracruz, Veracruz, México; 20 de diciembre de 1928) fue un marino mexicano que se le caracterizó por su heroica y audaz lucha en la defensa nacional durante la Ocupación estadounidense de Veracruz el 21 de abril de 1914 al poner en pie de lucha a los cadetes de la Heroica Escuela Naval Militar. Fue padre del teniente Jose Azueta.
El Comodoro Azueta fue de los iniciadores de la moderna educación naval en México. Propulsor del establecimiento de una escuela exclusiva para la enseñanza naval, fue el formador de las primeras generaciones de marinos mexicanos que constituyeron las bases de la actual Armada. Participó también en la pacificación de los mayas rebeldes, donde su valerosa actuación le hizo acreedor a una condecoración por parte del gobierno de Yucatán. Al entrar el porfiriato en crisis, Azueta, de amplia visión, ya vislumbraba la peligrosa posición que tenían los principales representantes de la milicia mexicana, Generales que entonces valiéndose del poder, más que buscar el beneficio social, económico y político del país, se condujeron siempre por un móvil personal. Como Comandante de la Flotilla del Golfo, Azueta defendió al gobierno de Franciso I. Madero ante la insubordinación del General Félix Díaz. Permaneció fiel al gobierno en turno tras la muerte de Madero, actitud por la cual sería mal visto por los gobiernos posteriores, tras haber servido a la dictadura de Victoriano Huerta. Es bajo este régimen cuando se suscitan los acontecimientos referentes a la intervención estadounidense. El Comodoro, siguiendo más su amor a la Patria, tomó un lugar que no le correspondía al haberse puesto al frente de la Escuela Naval Militar acudiendo en su defensa ante la invasión extranjera. A él se debe la heroica participación del plantel que, de no haber sido así, los acontecimientos de aquel 21 de abril de 1914 se hubieran tornado mucho más lamentables. Poco tiempo después del 21 de abril, el Comodoro Azueta solicitó su retiro del servicio activo de la Armada de México. Ya en esa situación, el gobierno constitucionalista de Venustiano Carranza lo invitó a formar parte del gabinete presidencial, primero como Magistrado del Supremo Tribunal Militar, después como Jefe del Departamento de Marina, cargo al que renunciaría un mes después de haberlo aceptado. Al Comodoro se le concede su retiro definitivo del servicio en 1919. La vida de este iniciador de la Armada mexicana se apagó en 1928, fecha clave en la historia de México que, tras la muerte de Álvaro Obregón, inicia un proceso de institucionalización que logró la consolidación del Estado mexicano.

## Primeros años
Nació el 24 de diciembre de 1862 a las 12 de la noche, en Pueblo Viejo, hoy Ciudad Cuauhtémoc, una pequeña población de la huasteca veracruzana situada en el margen del río Pánuco en los límites del estado de Veracruz frente al puerto de Tampico en el estado de Tamaulipas. Fue hijo del Coronel Manuel F. Azueta y Brito -quien combatió en la Guerra de Reforma al lado de los liberales- y de Lina Perillos. Cursó la primaria en la ciudad de Tampico, donde conoció a Manuela Abad Fernández, quien era de nacionalidad española de origen gallego, con quien se casó en Ferrol, en 1887; procreando siete hijos: Rosario, Manuel, María del Carmen, José Azueta, Leonor, Tomás Azueta y Víctor Manuel.

## Carrera militar
Ingresó al Colegio Militar de Chapultepec el 5 de enero de 1878, en donde obtuvo sucesivamente los grados de “Cabo”, el 8 de diciembre de 1879), “Sargento”, el 30 de marzo de 1880, “Sargento Primero”, el 18 de mayo de 1881 y “Subteniente” el 7 de diciembre del mismo año. Recibió su despacho como guardiamarina de la Armada de México el 27 de noviembre de 1882, y el 5 de abril del siguiente año se embarcó rumbo a España con el fin de hacer estudios y prácticas navales en la Escuadra de Instrucción de ese país. Luego de haber solicitado a las autoridades españolas ser enviado al apostadero de Filipinas, solicitud que fue aprobada el 8 de febrero de 1885, se dirigió a ese lugar, permaneciendo allí hasta el 1 de mayo de 1886, regresando a España para sustentar su examen profesional, efectuado en la Escuela Naval de Ferrol, el 24 de enero de 1887, en el que resulta aprobado por unanimidad. El 17 de febrero pasó a Cartagena, para tomar un curso de torpedos el 8 de marzo. Regresó al país en noviembre de 1888. Ya que se encontraba fuera del país en comisión del servicio, la Armada de México le expidió despacho de “Subteniente”, el 30 de enero de 1887; siendo después promovido a “Segundo Teniente”, el 16 de junio de ese mismo año.
Fue instructor de aspirantes a bordo del cañonero Libertad en 1888, y luego profesor en el Colegio Militar de Chapultepec. Dos años después, impartió las clases de astronomía, navegación y movimiento de bajeles. El 27 de septiembre de 1894 fue ascendido a “Teniente Mayor”; desde entonces, al servicio de la Armada de México, desempeñando las comisiones de comandante de la corbeta y buque escuela Zaragoza, el cañonero Demócrata, el velero Yucatán, el cañonero Guerrero, estos dos últimos traídos por Azueta de Inglaterra, en donde fueron adquiridos, y del cañonero Morelos.
El 1 de julio de 1897 fue ascendido a Capitán de Fragata. Supervisó la construcción del cañonero Guerrero, dos más en Elizabeth, Nueva York, la construcción y compra de los cañoneros Tampico y Veracruz como representante del gobierno mexicano en el litigio de dichos buques. Atendió a los representantes navales de Francia en la Ciudad de México durante los festejos del Centenario de la Independencia Mexicana, así como a los representantes de la Armada Imperial Japonesa, en el puerto de Salina Cruz, Oaxaca.
El 13 de septiembre de 1904 fue ascendido a “Capitán de Navío”. En repetidas ocasiones fue director de la Heroica Escuela Naval Militar de Veracruz, misma que fue creada el 1 de julio de 1897. El 12 de abril de 1910 la Secretaría de Estado y del Despacho de Guerra y Marina acordó, de conformidad a la solicitud dirigida por Azueta, de agregar a su expediente el certificado original que le expidiera el general de brigada Ignacio A. Bravo, por sus servicios prestados en la Guerra de Castas en 1901, como comandante de la corbeta Zaragoza.
El 6 de julio de 1912 fue nombrado Director del Arsenal Nacional de Veracruz, en donde operó una estación de torpedos que también quedó a su mando. Es durante ese tiempo que ocurrió en Veracruz la sublevación del General Félix Díaz en contra de Francisco I. Madero. El entonces comodoro Azueta y los buques de guerra mexicanos fondeados frente a Veracruz no secundaron dicho movimiento, declarándose leales al gobierno, determinación que fue factor importante en la derrota felicista.
El 14 de marzo de 1914 tomó el mando de la flotilla mexicana con insignia en la corbeta Zaragoza. El 10 de abril, zarpó de Veracruz rumbo a Tampico llevando municiones. A su arribo, el comodoro Azueta recibió la orden del general en jefe de las fuerzas del gobierno, el general de brigada Ignacio Morelos Zaragoza, de trasladarse a Veracruz y continuar a la capital de la república mexicana a fin de entregar al secretario de Guerra y Marina un memorándum y carta informándole la situación del Incidente de Tampico. Cumplida su comisión en la capital regresó a Veracruz, encontrándose con la Ocupación estadounidense de Veracruz de 1914. 
Al iniciarse el desembarco de las fuerzas estadounidenses, el comodoro Azueta se presentó en la Heroica Escuela Naval Militar, donde los cadetes esperaban las órdenes conducentes ante situación tan crítica, tomando el cargo y ordenando la defensa de la plaza. Luego de ello se desencadenaron los hechos sangrientos en que los cadetes lucharon por detener el avance invasor, cayendo mortalmente el cadete Virgilio Uribe. Resultó herido de muerte su hijo José Azueta. El 2 de mayo de 1914 el general Victoriano Huerta, quien era el presidente de la república, dispuso el ascenso de Azueta a “Contralmirante”, con antigüedad del 21 de abril. Con la entrada en vigor de la Ley Orgánica el 1 de mayo del mismo año, se le expidió el despacho de “Vicealmirante”, equivalente al de Contralmirante y con igual fecha de este.
Finalmente el 1 de julio de 1919 se le concedió el retiro definitivo de la Armada. 
El Contralmirante Manuel Azueta dejó de existir el 20 de diciembre de 1928, a las 8 de la noche, en el puerto de Veracruz.